# Sinnae (métro de Séoul)
Sinnae (en coréen : 신내역) est  station terminus de la ligne 6 du métro de Séoul. Elle est située dans l'arrondissement de Jungnang-gu, à Séoul en Corée du Sud.
Mise en service en 2019, elle permet des échanges avec les trains de banlieue de la Ligne Gyeongchun gérée par Korail.

## Histoire
La station Sinnae est mise en service le 21 décembre 2019, lors de l'ouverture à l'exploitation du prolongement de la ligne 6 du métro de Séoul de 1,3 km depuis le précédent terminus de Boghwasan créé pour permettre des correspondances avec la Ligne Gyeongchun de trains de banlieue.

## Services aux voyageurs

### Desserte

Installations
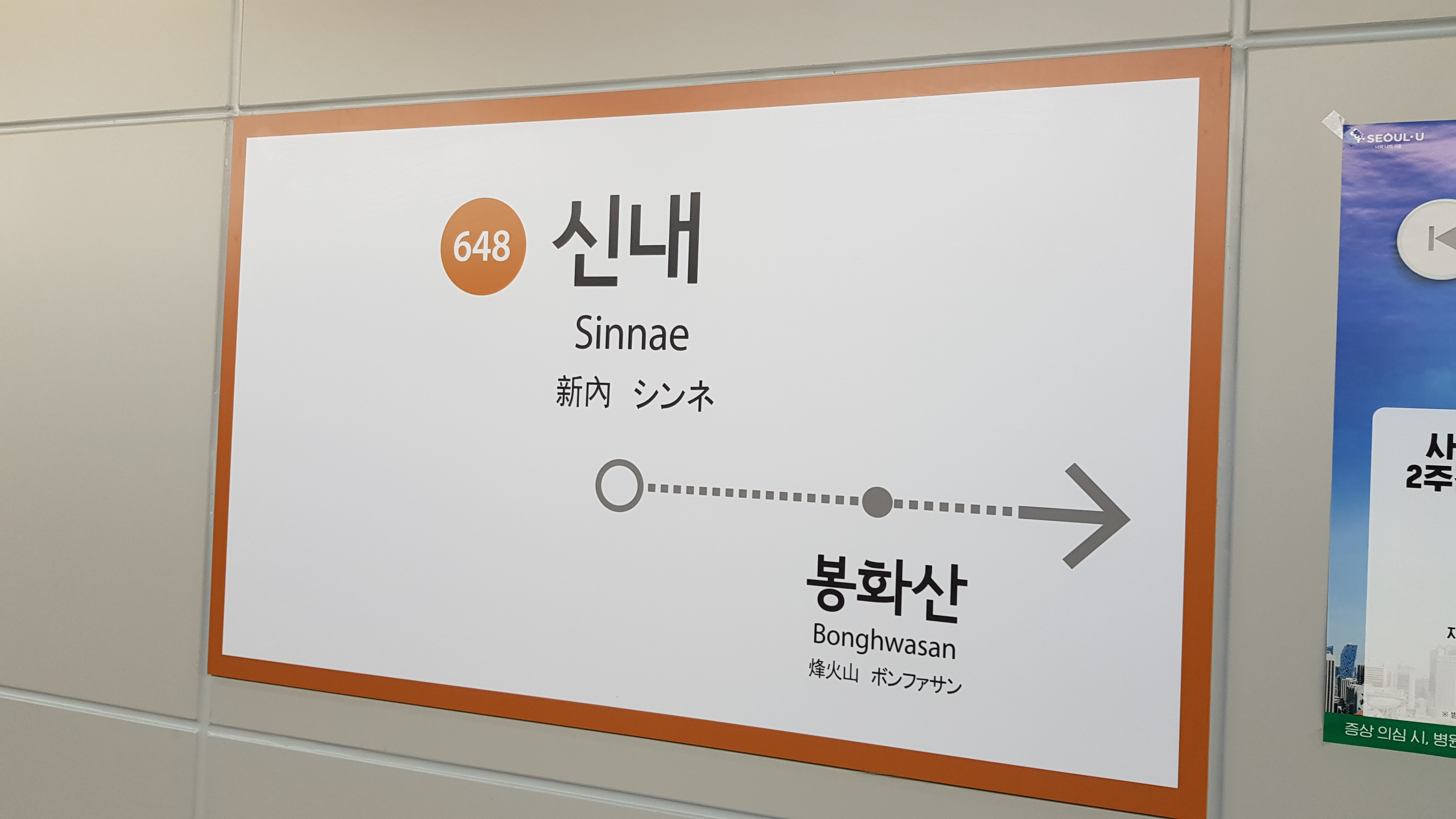
En 2020.
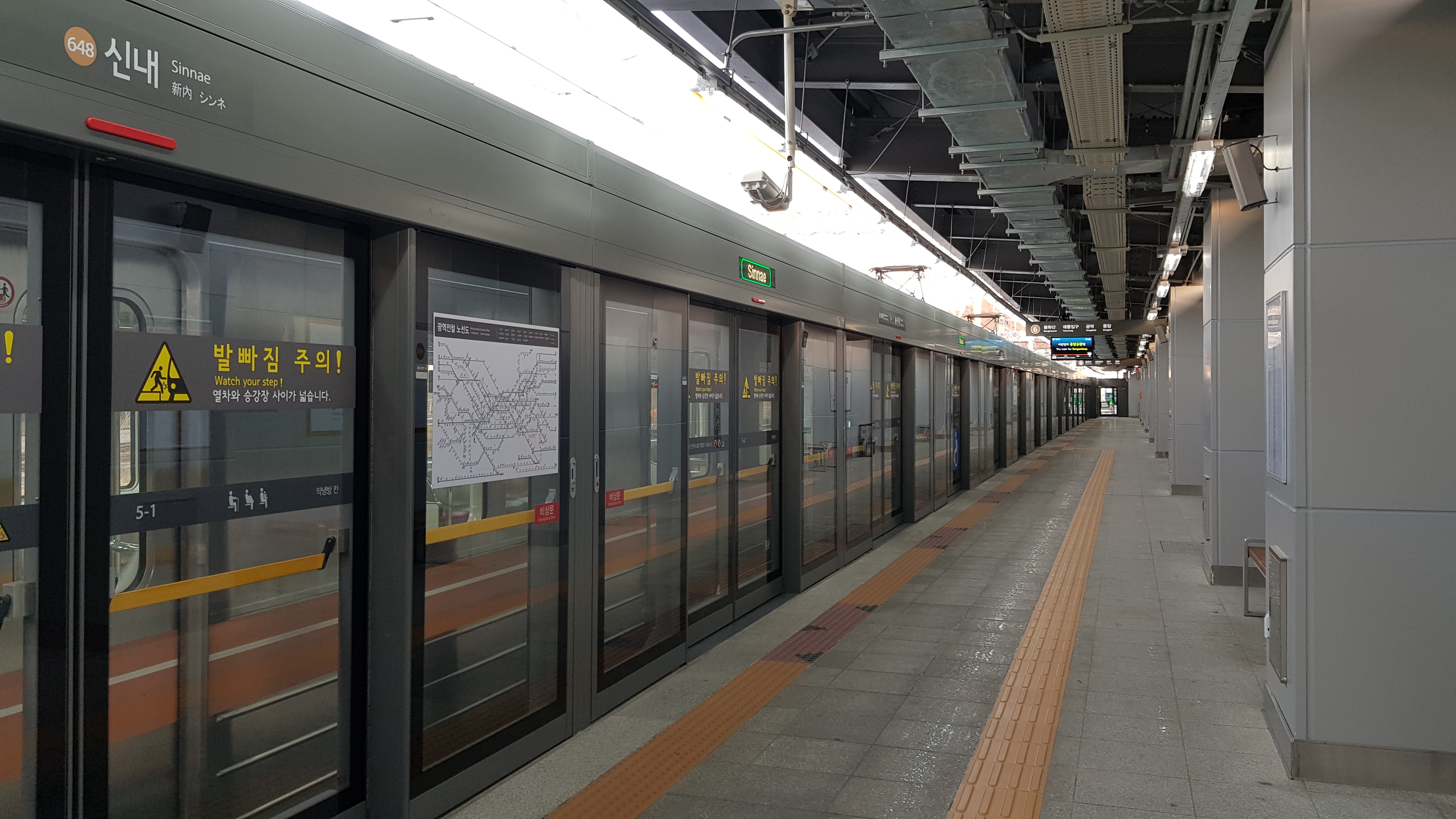
En 2020.